# دهستان سالمه
دهستان سالمه (به لاتین: Salme Parish) یک دهستان در استونی است که در شهرستان ساره واقع شده‌است.

## خصوصیات
دهستان سالمه ۱۱۵٫۰۷ کیلومترمربع مساحت و ۱٬۲۴۹ نفر جمعیت دارد.